# Hypophryxus pikei
Hypophryxus pikei là một loài chân đều trong họ Bopyridae. Loài này được Bruce miêu tả khoa học năm 1968.